# Leki prokinetyczne
Leki prokinetyczne, prokinetyki – leki przyspieszające opróżnianie żołądka i pasażu jelitowego poprzez mechanizmy neurohumoralne, stosowane w leczeniu zapalenia żołądka, choroby refluksowowej przełyku, zespołu jelita drażliwego, objawów dyspepsji oraz opóźnionego opróżniania.
Obecnie używane leki prokinetyczne to antagonisty receptora D2 (domperydon, itopryd i metoklopramid), agonisty receptora 5-HT4 (cyzapryd i metoklopramid) i agonista receptora motyliny (erytromycyna).
Podobnie w opiece paliatywnej wskazaniem do stosowania prokinetyków są nudności i wymioty spowodowane zastojem pokarmu w żołądku, choroba refluksowa przełyku, czynnościowa niedrożność przewodu pokarmowego, zaparcia, gastropareza i zespół jelita drażliwego.